# 格尔彻尼
格尔彻尼，是匈牙利巴兰尼亚州所辖的一个村。总面积18.52平方公里，总人口1679，人口密度90.7人/平方公里（2011年1月1日）。